# Auto-bomba
Auto-bomba, nazivana još i kamionska bomba ili prijenosna improvizirana auto-bomba je improvizirana eksplozivna naprava koja se postavlja unutar automobila ili bilo kojeg drugog vozila (kombi, kamion, gospodarska vozila, itd.). Svrha auto-bombe je eliminiranje objekata ili ljudi koji se nalaze unutar radijusa samog automobila, odnosno bombe postavljene unutar njega. Najčešće je koriste teroristi i paravojne postrojbe za atentate ili prilikom gerilskog ratovanja. Sama aktivacija bombe vrši se na više načina: otvaranjem vrata automobila, pokretanjem motora, ubrzavanjem, postizanjem određene brzine, kočenjem ili mehaničkim tajmerom koji se aktivira odbrojavanjem. Auto-bombe su vrlo efektivno oružje zbog toga što se u tim automobilima može prenositi veća količina eksploziva a da se to ne primijeti. Gorivo koje se nađe u rezervoaru samog automobila dodatno pojačava ekeft eksplozije.

## Povijest korištenja

### Grupe koje su koristile auto-bombe
- Lehi, cionistička teroristička skupina koja je djelovala u Palestini 1940-ih.
- Fronta nacionalnog oslobođenja Južnog Vijetnama (FLN) koristi auto-bombe tijekom vijetnamskog rata.
- Sicilijanska mafija je koristila auto-bombe za atentate na visoke državne službenike do početka 90-tih godina 20. stoljeća.
- IRA koristi auto-bombe tijekom okršaja s britancima.
- Frakcija Crvene armije tijekom pokušaja napada na vojnu školu NATO-a.
- Mnogi individualni bombaši samoubojice diljem svijeta koji nisu službeno povezani s niti jednom organizacijom ili frakcijom[3]

### Grupe koje i danas koriste auto-bombe
- Talibani
- Hezbollah u svojim napadima diljem Afrike
- Al-Kaida
- Islamska država
- Meksički karteli tijekom meksičkog drogeraškog rata
- Mnogi individualni bombaši samoubojice diljem svijeta koji nisu službeno povezani s niti jednom organizacijom ili frakcijom[4]